# Klokkenluider (beroep)

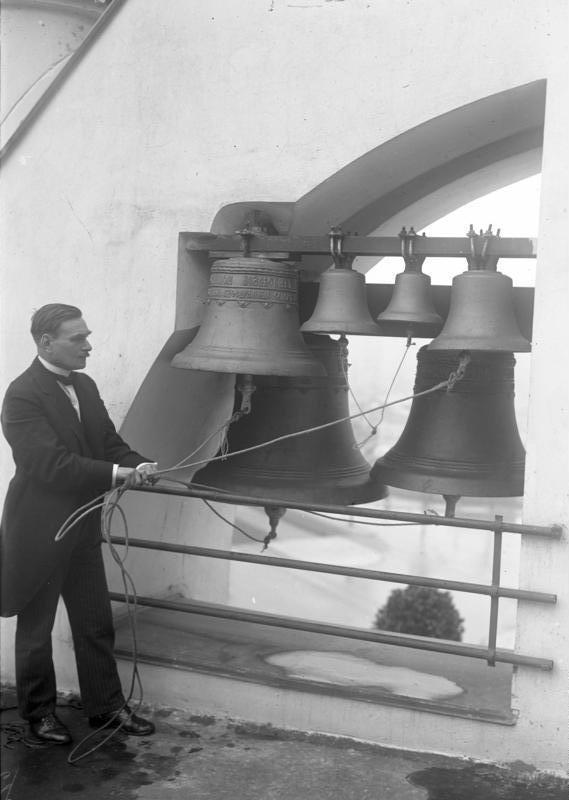
Klokkenluider in Berlijn (1931)

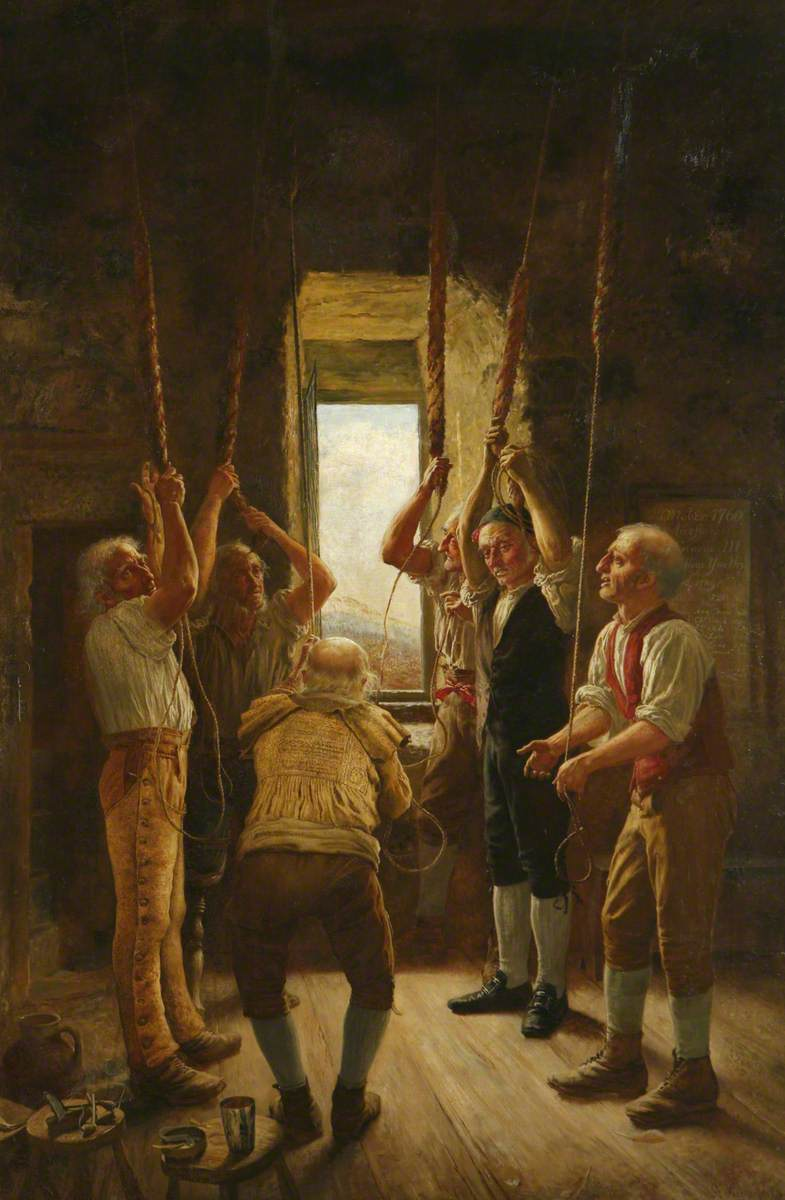
The Ringers of Launcells Tower - Frederick Smallfield

Een klokkenluider bedient het luiden van de stads- en kerkklokken. Vroeger gebeurde dat altijd door aan het klokkentouw te trekken, tegenwoordig worden veel klokken elektrisch aangedreven. Binnen een kerk was de koster tevens klokkenluider, maar als er meerdere klokken tegelijk worden geluid, zijn er ook meerdere klokkenluiders nodig.
Een klokkenluider moet niet worden verward met een beiaardier, die met een toetsenbord tientallen klokken bespeelt. Wanneer het luiden van de klok gebeurt door een mechanische pop, spreekt men van een jaquemart. 
Hoewel het merendeel van de klokken tegenwoordig van een luidmotor is voorzien, wordt wat betreft Nederland vooral in de provincie Friesland nog op uitgebreide schaal met de hand geluid. Ook de klokken van de Domtoren in Utrecht worden sinds de middeleeuwen nog altijd met de hand geluid door het Utrechts Klokkenluiders Gilde, die tevens nog in een aantal andere kerken in de binnenstad de klokken luidt. In het buitenland ziet men soms zelfs luidsprekers in de toren die het geluid van klokken voortbrengen.
Het luiden van de klokken was vroeger een belangrijke taak, omdat klokken het enige middel voor massacommunicatie waren. Niet alleen werden de kerkelijke diensten tijdig door gewijde klokken aangekondigd, het luiden van de stadsklokken kon het sluiten van stadspoorten aankondigen, oproepen tot raadsvergaderingen, maar ook waarschuwen voor zaken als onheil en brand. Raadsbesluiten en gerechtelijke uitspraken werden genoteerd in het luidboek van de banklok en waren pas rechtsgeldig als zij overluid waren door deze klok. Het nieuws galmde dus over de streek. Vandaar de uitdrukking "iets aan de grote klok hangen".
In de literatuur speelt de klokkenluider een rol in onder meer De klokkenluider van de Notre Dame (1831) van Victor Hugo.

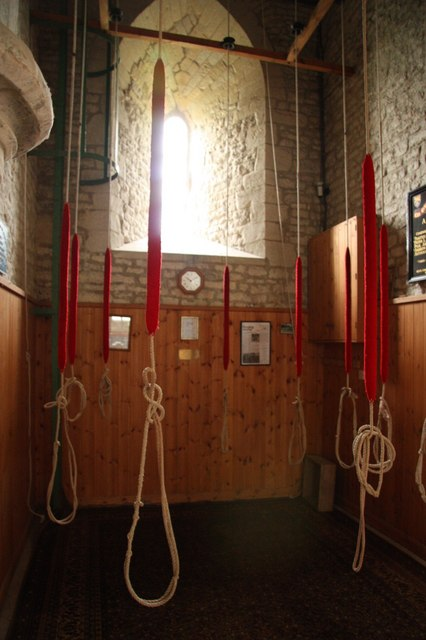
De touwen van de tien klokken in de St. Peter in Saltby, Engeland
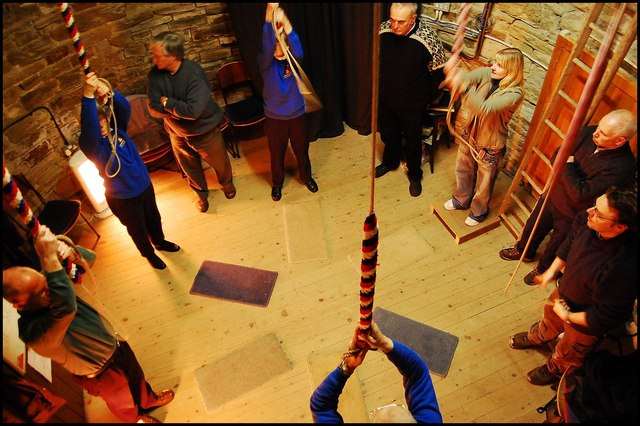
Het luiden van zes klokken in een kerk in Saltaire, Engeland
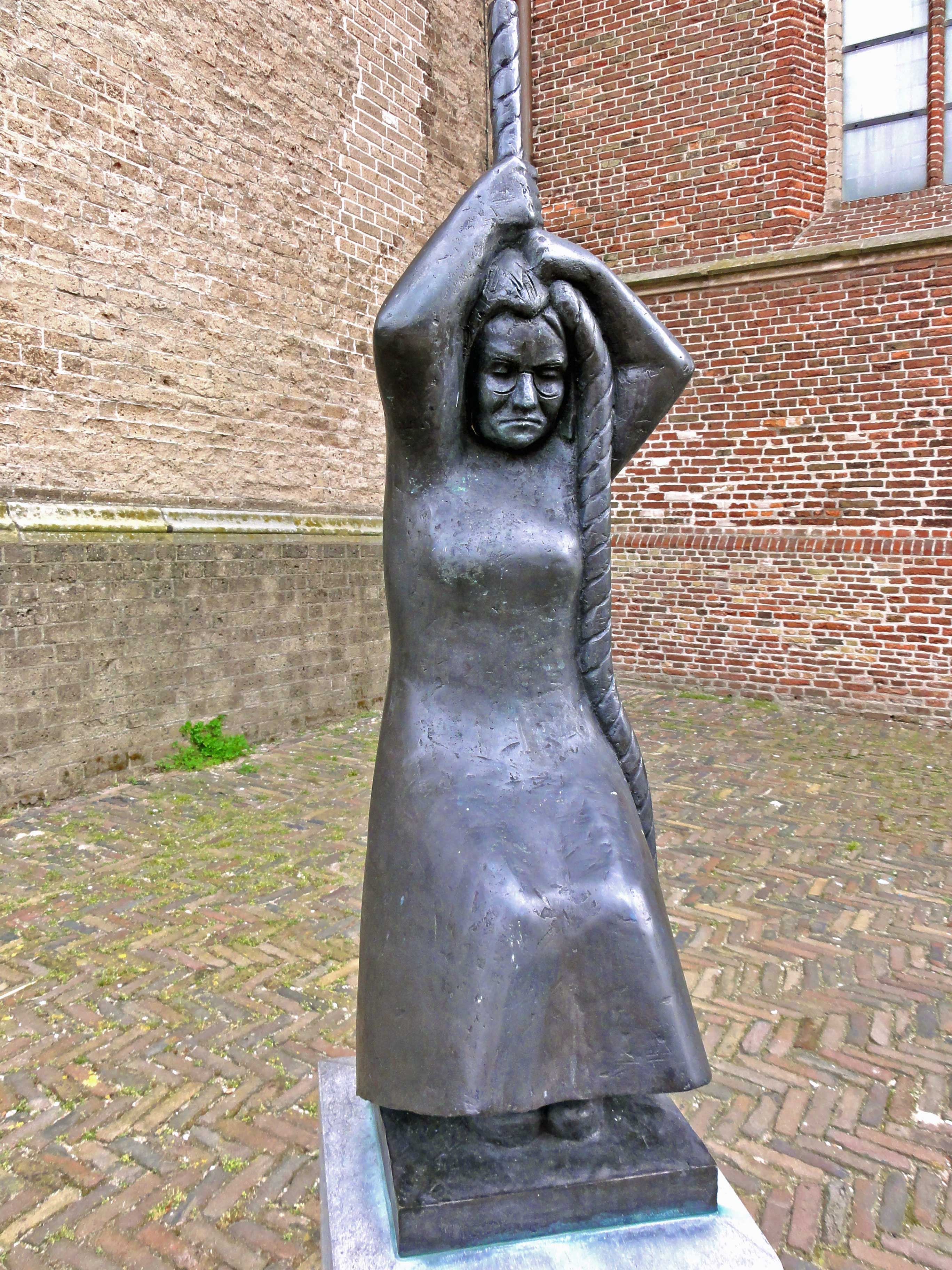
De Klokkenluidster door Gosse Dam